# Українське козацтво

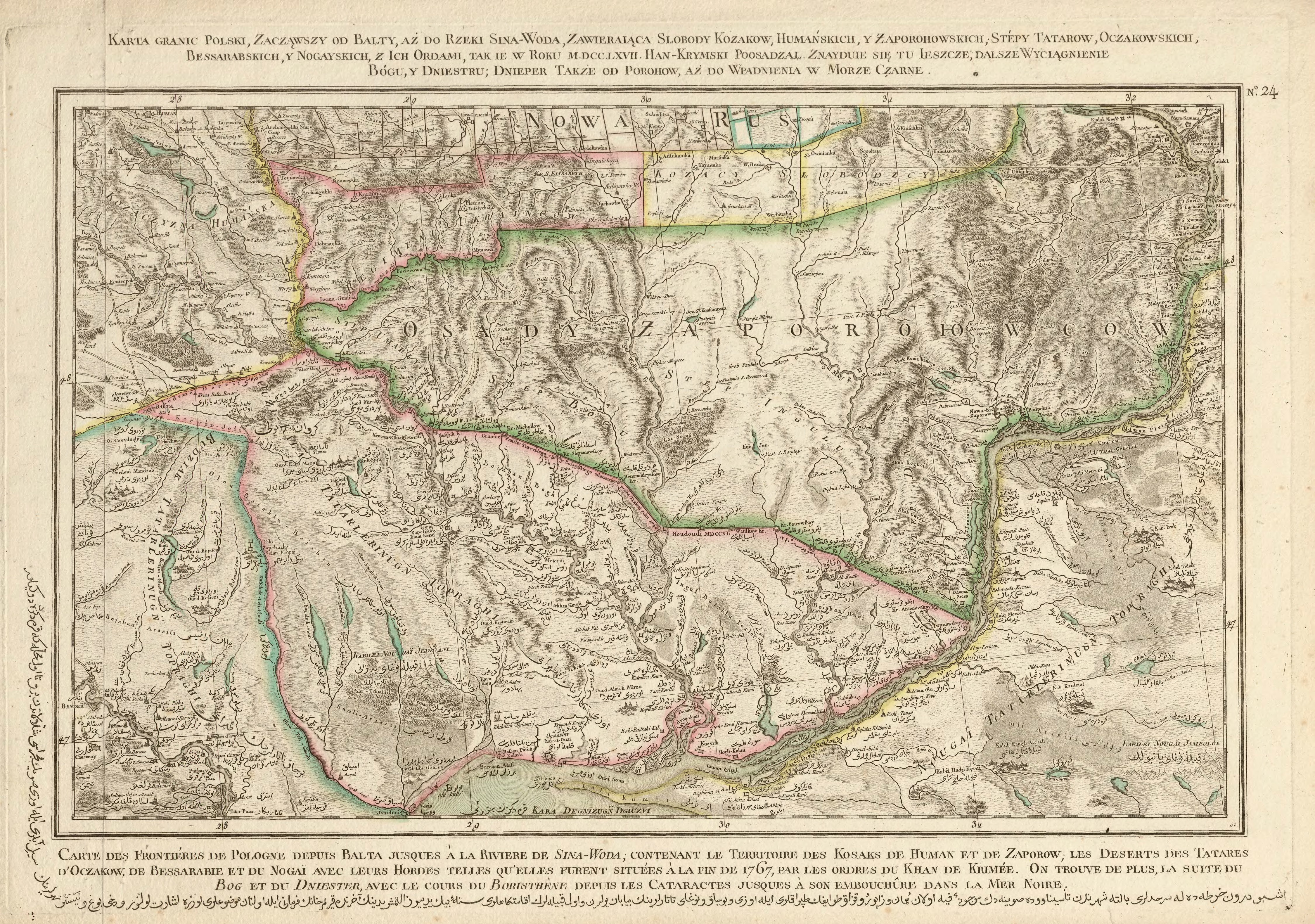
Мапа Рицци-Занноні 1767 р.

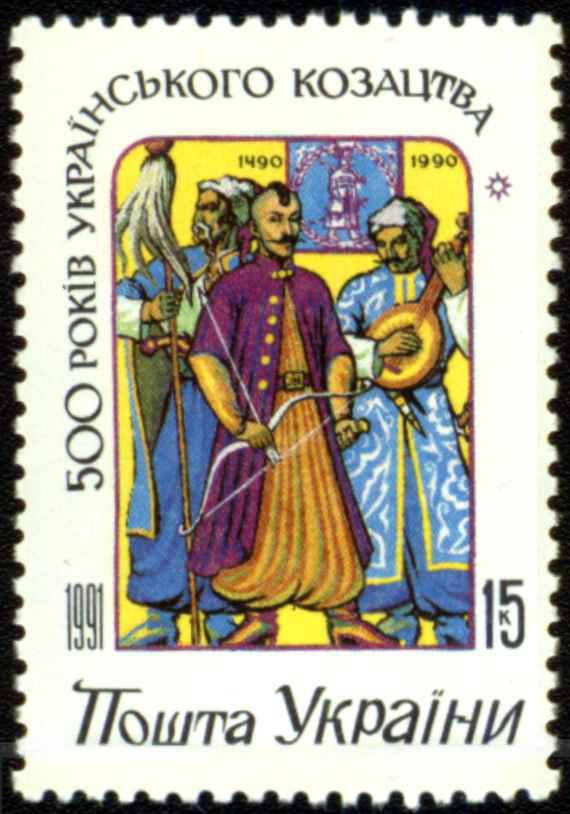
Марка Укрпошти «500 років українського козацтва», введена в обіг 1 березня 1992 року

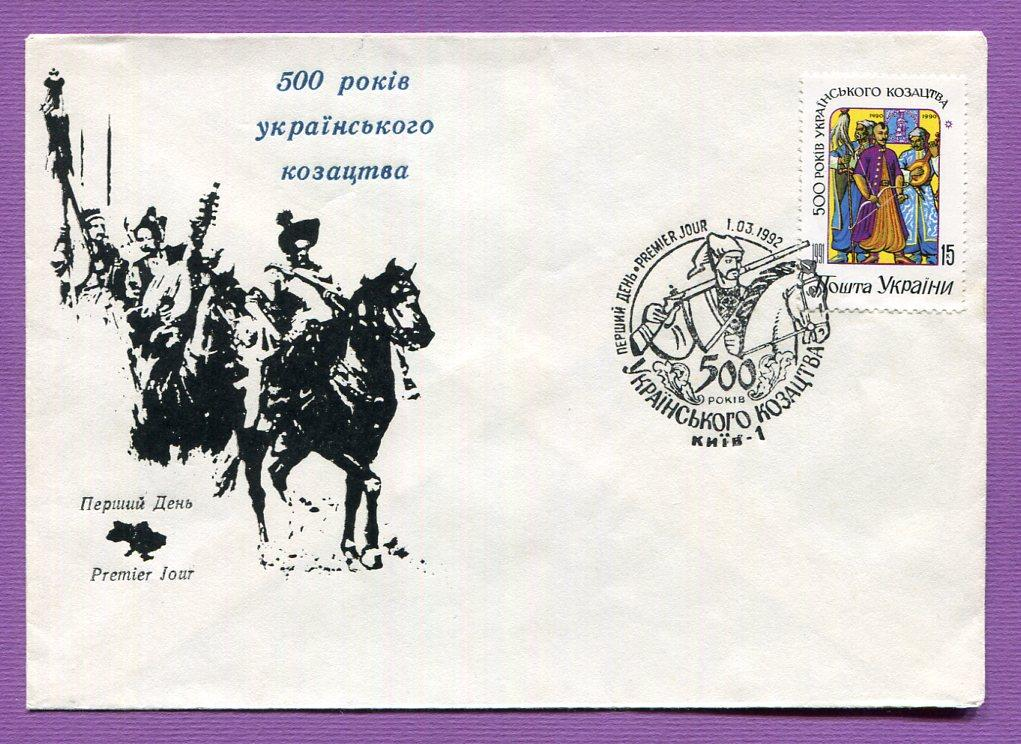
Конверт першого дня «500 років українського козацтва» з маркою і штемпелем

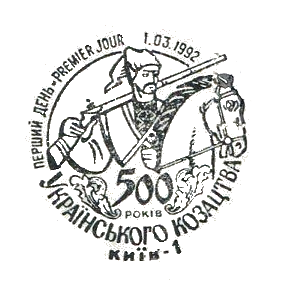
Штемпель першого дня погашення «500 років українського козацтва»

Українські козаки — козацькі війська, які початково були організовані задля оборони Київсько руських земель, що увійшли до складу Великого Князівства Литовського, Руського й Жемайтійського, від степових орд у часи тотального наступу Східного Світу і Великого Степу (в межах християнсько-мусульманського цивілізаційного протистояння) на терени сучасної України. Згодом, брали активну участь у війнах з Московським царством на боці Речі Посполитої, а від XVII ст., під час Визвольної війни, і супроти останньої. Надалі, через суперечки щодо внутрішнього та зовнішнього політичного курсу, під час періоду, що отримав назву «Руїна», воювали, у тому числі супроти один одного, переважно у союзі з різними сусідніми імперіями, до складу яких зрештою були інкорпоровані.

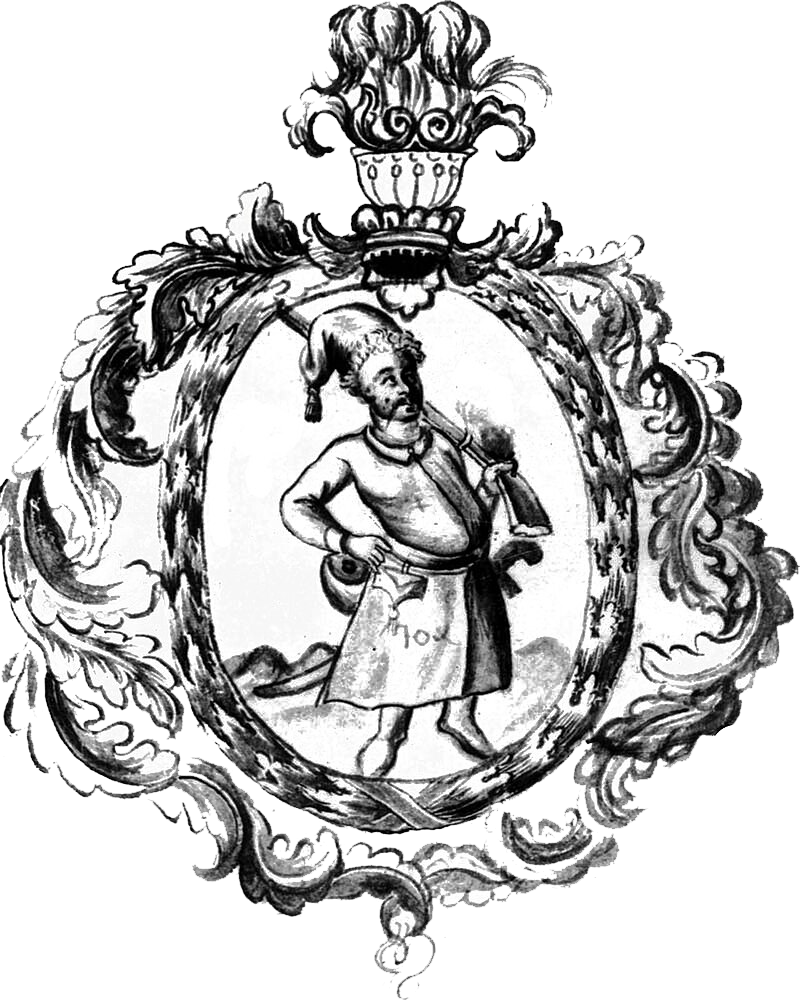
Герб Війська Запорозького з літопису Григорія Грабянки, що присвятив йому пісню (староукр.) "Войська Запорозького воїн знаменитий"

Перші згадки про українських козаків зустрічаються в історичних джерелах 80–90-их років XV ст., йшлося про населення центральної України, яке ходило на різні промисли («в уходи») — полювання, рибальство, видобуток солі, селітри або займалося охоронною службою на кордоні між князівством Литовським і Кримським ханством.
Етнічно складалися переважно зі слов'ян. У похованнях Нижнього Подніпров'я післямонгольського періоду виявлено також ознаки сармато-салтівської групи, що пов'язана із давніми болгарами, народів Кавказу та монголоїдні ознаки, проте частка останніх є незначною. Українське козацтво виникло фактично на фронтирі слов'янського та кочівничого світів.

## Походження

### Етимологія
Вважається, що термін «козаки», щодо руського населення Великого князівства Литовського, вперше було вжито 1492 року в листуванні великого князя з кримським ханом, який нарікав на похід киян та черкасців під Тягиню. Також на козаків він скаржився московському князеві наступного, 1493, року. Себто українське воїнство хан нарікав відомим собі (кримськотатарським/тюркським) словом «Kazak» — «вільна, незалежна людина», «шукач пригод», «бурлака».
Густинський літопис згідно А. Гваньїні:
|  | «…окаянний Миндикерей: послав чотирьох цариків із сорока тисячами татарів; і положилися при Бузську, а загони по Волині і Поділлю розпустили, скрізь огнем і мечем пустошачи землю. У той то лихий рік і почалися на Україні козаки... Жигмонт-король, хотячи оддячити, послав Прецлава Лянцькорунського збирати люд і так само татарам пакостити. Той же, зібравши охотників кілька сот, пішов із ними аж під Білогород і там забрав множество товару, і коней, і овець татарських і турецьких, та й повернувся назад. Татари ж бо і турки, зібравшись, гналися за ними і настигли їх аж під Очаковом, і билися з ними; та наші поразили їх і з великим добитком та в доброму здоров'ї повернулися. По тім козаками нареклися.» |

В той самий час мало місце пізніше висвітлення першими дослідниками історії козаків (Грабянка, Симоновський, «Історія Русів») питання походження козаків від хозарів, котрі за їхньою гіпотезою були слов'янами (з племен їх данників). Перший військовий козацький похід, згідно з ними, відбувся в 948 р. Про цей похід нібито писав і Костянтин VII Багрянородний в «Про управління імперією»:
|  | «Ці воїни, часто своїм союзникам допомагаючи, а паче Грекам у війнах з їхніми ворогами, перейменовані Царем Грецьким Константином Мономахом з Козарів на Козаків, — і та назва назавжди вже у них залишилась.»: «…а Козарами всіх тих, що їздили верхи на конях та верблюдах і чинили набіги; а сю назву дістали зрештою і всі воїни слов'янські, вибрані з їх же породи для війни та оборони вітчизни, якій служили у власній збруї, комплектуючись та переміняючись також своїми родинами. Та коли у пору війни виходили вони поза свої межі, то інші цивільного стану мешканці давали їм підмогу, і задля цього заведена була у них складка громадська, чи податок, прозваний нарешті з обуренням Даниною Козарам.» |

Автором «хозарського міфу», сформованого за часів виступу І. Мазепи і спрямованого супроти ідей сарматизму та загальноросійської ідеї, вважається твір Грабянки. У той же час, у своїх «Пактах та Конституціях прав і вольностей Війська Запорозького», аналогічну концепцію використано П. Орликом. Міф мав використовуватися у якості аргументу на користь тогочасного турецько-кримсько-українського союзу. До 2-ї половини XVIII ст. втратив свою популярність через вплив ідей Просвітництва, які ставили нові вимоги перед історичною наукою. Не менш важливим було з'ясування питання стосовно самих хозар. Їх інтеграція в схему козацької історії у низки авторів була пов'язана з уявленням про слов'янське походження хозарів, а воно було поставлено під сумнів.
Супроти таких гучних генеалогій українців протиставилися вповні реальні замітки про утворення козаччини старших письменників. Так популярний в Україні Бєльский, оповівши про похід Лянцкоронського під Білгород, вважав це історичним початком козаччини, підносив, що вона розпочалася з охочих людей, яких зібрав Лянцкоронський. З боку росіян мали місце версії про чорних клобуків як предків черкас. Як поляки, так і росіяни подібним міфотворенням намагалися позбавити українців претензій на спадковість від часів Русі. З початком XVI століття термін «козак» щодо мешканців і добичників з Черкас та інших наддніпрянських замків поступово поширився у Великому князівстві Литовському й отримав вжиток, незалежний від свого походження та первісного значення.

### В Україні
На загал, козаки були місцевим населенням, організованим для захисту південних кордонів від нападів військ Османської імперії та її васалів князями, які на той час володіли землями по Дніпро. С. Плохій на початковому етапі формування відзначав значний відсоток білорусів. Ряд істориків визначали за пращурів козацтва бродників, берладників, та болохівців. Першими козацькими гетьманами літописці та пізніші історики називають черкаського та канівського старосту — Остафія Дашкевича і хмільницького старосту — Прецлава Лянцкоронського. Також згадується Юрій Пац.
В польських письмових джерелах саме слово «козак» стосовно українських козаків з'явилося в 1516 рр. опісля спільного військового походу Дашкевича та Лянцкоронського супроти білгородської орди: вслід за нападом ногайців в 1515 р. на українські землі вони спустошують їх кочовища до самого Білгорода. Король Сигізмунд дипломатично вибачився за їхні дії перед ханом і сказав, що це було не військо, а козаки, вживши для цього слово кримськотатарського походження, яке перед тим вживав сам хан, виправдовуючи пограбування земель його підлеглими. З цього часу разом з назвою запорожці, а ще раніше черкаси, в польських письмових джерелах почали використовувати також назву козаки.
На той час існувало принаймні два основні типи руського козакування:
- Богоугодна експропріація незаконно зароблених іновірцями статків та майна — діяльність озброєних загонів козаків, які, часом під проводом місцевих урядників, часом проти їхньої волі, нападали на купців і посланців, що перетинали степ, на ногайські орди та османські фортеці у Північному Причорномор'ї. Таким чином козацтво стало вітчизною банітованих шляхтичів, професійних вояків і шукачів пригод не тільки з князівства Литовського, а й з Корони Польської, Московського царства та інших сусідніх держав.
- Промислове уходництво — промисел ватаг уходників що, як правило, вирушали вниз Дніпром аж до порогів та розташованих ще нижче плавнів, де займалися рибальством, мисливством, бджільництвом тощо. На зиму вони, зазвичай, поверталися додому або до укріплених фортець середнього Подніпров'я. Оскільки місцеві старости з козацьких промислів стягали податки вони намагалися якомога рідше з ’являтися в старостинських замках, створюючи власні укріплення («городки», «січі») у місцях свого підприємництва. За умов небезпечного степового кордону, уходники мали бути добре озброєні й готові захищати себе від нападів степовиків, а інколи й самі чинили грабунки в степу.

Різниця між козаками-вояками та козаками-промисловиками була досить умовною, і одна категорія легко перетворювалася на іншу. На загал їх об'єднував потяг до особистої свободи, яку їм гарантував степовий кордон.
Перший відомий візит Дмитра Вишневецького до Османської імперії у 1553 році вважається першим свідченням про початок офіційного визнання українського козацтва як суб'єкта міжнародних відносин. У 1568 році офіційно визнане польським королем. З 90-х років 16 століття українське козацтво вступило в дипломатичні зносини з багатьма європейськими країнами та Ватиканом.
У період між 1593 та 1594 роками, коли була сформована перша Священна Ліга, Австрійська імперія та Ватикан визнали українське козацтво як значну та самостійну військову силу. Це визнання призвело до того, що козацтво було залучено до участі у війні проти Османської імперії на територіях Молдавії, Північного Причорномор'я та в акваторії Чорного моря.
Військові походи козацьких загонів під проводом отаманів Богдана Микошинського, Григорія Лободи та Северина Наливайка проти османських фортець у Білгороді (Ак-Керман), Кілії, Ізмаїлі, Бендерах (Тягиня), Очакові та Азові (Азак), а також участь у військових операціях в Молдові та Угорщині, стали важливим фактором суб'єктивізації козацької України на міжнародній арені в контексті християнсько-мусульманського конфлікту.
У 1594 році Запорозьке Військо встановило політичні зв'язки з основним противником Османської імперії — Австрійською імперією. Крім того, козацькі лідери отримали від імператора Рудольфа II Габсбурга військові відзнаки — клейноди, а також налагодили контакти з Апостольською столицею у Римі.
На початку XVII століття в Європі зформувалася антитурецька коаліція, відома як «Ліга християнської міліції», на чолі з французьким князем де Невером. Українське козацтво також долучилося до цієї ініціативи. До Запорозької Січі прибували посли з Іспанії, Франції, Неаполя, Мальтійського ордену та Австрії.
Під час Визвольної війни середини XVII століття Богдан Хмельницький встановив міждержавні контакти з широким колом країн, що охоплювали сусідні держави, такі як Велике князівство Литовське, Молдовське князівство, Валахія, Угорщина, Трансільванія, Австрія, Пруссія та Швеція.

## Передумови виникнення
Причини появи козацтва як своєрідної військово-господарської організації прикордонної людності полягали у зовнішньополітичних обставинах, які склалися в степах північного Причорномор'я в останній чверті XV ст.
Наприкінці XV ст. Османська імперія зруйнувала Візантію та захопила генуезьку Каффу (зараз Феодосія) в Криму та Аккерман (зараз Білгород-Дністровський) в Буджаку. Завдяки чому посилюються кримськотатарські напади на руські (українські) землі. Кримське ханство ставши васалом Османської імперії почало здійснювати спустошливі напади передусім на Поділля та Волинь. Для оборони від кримськотатарських нападів на Правобережжі по Кучманському та Чорному шляхах виникає низка замків: Брацлав, Кам'янець, Бар, Сатанів, Меджибіж, Жванець, Зіньків, Вінниця. Основним завданням старост цих замків, була оборона території від кримського війська. Ці ж старости для оборони замків використовували також місцеве населення. А жителі таких міст як Черкаси, Канів організовували самостійно під керівництвом Отамана нагляд за бродами, через які кримські татари переходили на українські землі, як-то: Кременчук, Гербедеїв Ріг, Тавань, Очаків та інші.
В 1478 Кримське ханство визнало верховну владу османського падишаха. Одразу після цього почалися постійні напади на українські землі пов'язані з Менглі Ґераєм. На землях які належали ВКЛ будуються кримсько-турецькі укріплення Очаків та Тягиня. Південний кордон, який за часів Семена Олельковича йшов по Чорному морі, відсувається далеко на північ. За часів правління Менглі Ґерая напади відбувались майже щороку. В 1482 українські землі в степах були спустошені. Перед цим було повністю спустошене Лівобережжя і перетворене на пустку до останньої чверті XVI ст. Тоді ж був захоплений і розгромлений Київ, а воєвода Іван Ходкевич разом з сім'єю захоплений в полон, з якого він більше не повернувся. Землі Київщини були спустошені поза Рось.

## Організація
Як організована військова сила, яка відіграла роль в історії русько-українських земель, що входили до складу ВКЛ та Польського королівства, а пізніше Речі Посполитої, козаки з'являються у письмових історичних джерелах на самому початку 16 ст. Першим гетьманом запорожців був черкаський та канівський староста — овруцький шляхтич Остафій Дашкевич.
1508 Остафій Дашкевич перший раз випробував запорожців в бою проти кримських татар, разом з їх отаманом Павлюком. До цього часу запорожці зимою перебували в своїх домівках, а на весну, коли кримські татари розпочинали свої грабіжницькі походи, вони збиралися на островах біля перевозів, через які кримське військо просувалося на територію українських земель. На цей час вони обирали собі одного або кілька старших, які керували ними під час військового походу. Називали себе вони — Черкаси. Пізньою осінню вони знову повертались до своїх домівок. До Остафія Дашкевича козаки об'єднувалися в курені, а курені самі обирали своїх отаманів. Під час військової служби повітові хорунжі наглядали за озброєнням, в їх відомстві знаходилися також повітові корогви, вони проводили реєстрацію; під час військових походів повітові хорунжі давали знати куреням, де проходить збір в похід. Збори відбувались в Білих межах поміж Борзною, Ніжином, Конотопом або в Крилові за Дніпром. Козаків, зібраних для військового походу, ділили на полки, полки на сотні і тоді більшою кількістю голосів вибирали командувачів тільки на час походу. На територіях, прилеглих до Кримського ханства, інколи самовільно обирали старшого і здійснювали напади на Кримське ханство.
Острів Хортиця був назначений Дашкевичем, як місце зберігання зброї, на цьому острові було засноване табірне життя. Запорожці називали своє житло на острові — Січ. Всередині Січ була поділена на окремі курені, якими управляли Курінні Отамани, Отаманами управляла Старшина і всіма козаками на острові Кошовий Отаман і всіма козаками в країні — Гетьман (Військовий Отаман). Фактично Остафій Дашкевич був першим Гетьманом, до нього Гетьмани були тимчасові, тобто обиралися лише на період військових походів. Небезпечний шлях на острів і небезпека перебування там, призвело до того, що там не було жінок. Таким чином постала прикордонна міліція, яка мала велике значення для Польського королівства, оскільки вона діяла на найнебезпечнішому кордоні. Зимівником козацьким за часів Дашкевича було м. Чигирин.
Першим гетьманом правобережних козаків був хмільницький староста — шляхтич Предслав Лянцкоронський. За даними Михайла Литвина, за часів О. Дашкевича та П. Лянцкоронського кримське військо скоротилося на 30 000.

### Адміністративний поділ
В 1386 Литовське князівство об'єдналось з Королівством Польським, тоді ж приєднано і Русь на однакових умовах: «Приймаємо і з'єднуємо, як рівних з рівними і вільних з вільними». Ці права підтверджувались пізніше і ін. королями під назвою «Пакту Конвента». Тоді для трьох народів були затверджені посади трьох Гетьманів. На утримання Гетьманів були виділенні староства та рангові землі. Для руського Гетьмана резиденцією було місто Черкаси. Територіально руські землі, які належали ВКЛ, поділялись на 4 намісництва (воєводства) (Київське, Брацлавське, Волинське, Чернігівське) з повітами та Северію (Сіверським князівством).
На початку О. Дашкевич утворив п'ять полків з «охочих» (охочо-конних чи охочекомонних), які мешкали над ріками Самарою, Богом, Дністром.
Остафій Ружинський змінив устрій козаків: він утворив 20 полків за містами, в кожному з яких було до 2000 козаків, дав назви полкам за назвами міст, полки поділив на тисячі і сотні назвав за назвами містечок: Київський, Чернігівський, Сіверський, Переяславський, Канівський, Черкаський, Чигиринський, Уманський, Корсунський, Брацлавський, Кальницький, Кропив'янський, Остерянський, Миргородський, Полтавський, Гадяцький, Ніжинський, Лубенський, Прилуцький та Вінницький. Полки були скомплектовані з молодих козаків, з околиць та куренів. Половина їх була кінна та знаходилися в степу, половина піша і знаходилася при містах. Одяг і озброєння були в усіх однакове і забезпечувалось воно власним коштом. Під час війни козаки отримували платню. Січ була на о. Хортиця, а зимівник в Чигирині.
В 1576 р. за указом Стефана Баторія кількість козацьких полків була скорочена до 10: Київський, Черкаський, Чигиринський, Уманський, Корсунський, Канівський, Черкаський, Переяславський, Гадяцький, Білоцерківський. Зимівник окрім Чигирина був також в Трахтемирові.
Під час перемир'я з РП Хмельницький зібрав з лівого берега 60 000 війська і утворив 10 полків: Київ, Стародуб, Ніжин, Переяслав, Прилуки, Лубни, Гадяч, Миргород, Полтава. Усіх полків було 15.
З початку XVI ст. також існувало п'ять основних кордонів Запорожжя, де були влаштовані паланки: в Переволочній (зі сторони Гетьманщини), в Бахмуті (після 1730 р. біля Козловської фортеці, на лінії) зі сторони Слобідської землі, на р. Кальміус (зі сторони Донських козаків), біля Микитиниго перевозу або на Перевізці в Бузькому лимані навпроти фортеці Очаків (зі сторони Криму та Туреччини), в Гарді (зі сторони Речі Посполитої).
Гетьман Скоропадський скоротив козацькі полки до 10 (Київ, Стародуб, Лубни, Прилуки, Гадяч, Миргород, Переяслав, Ніжин, Полтава, Чернігів). Полки після скасування гетьманства були перетворені на карабінерів. 1784 з українських козаків були сформовані 10 регулярних кавалерійських полків, а з посполитих (земельників) — гренадери. Так було скасоване вільне військове козацьке товариство.

## Військо Запорозьке

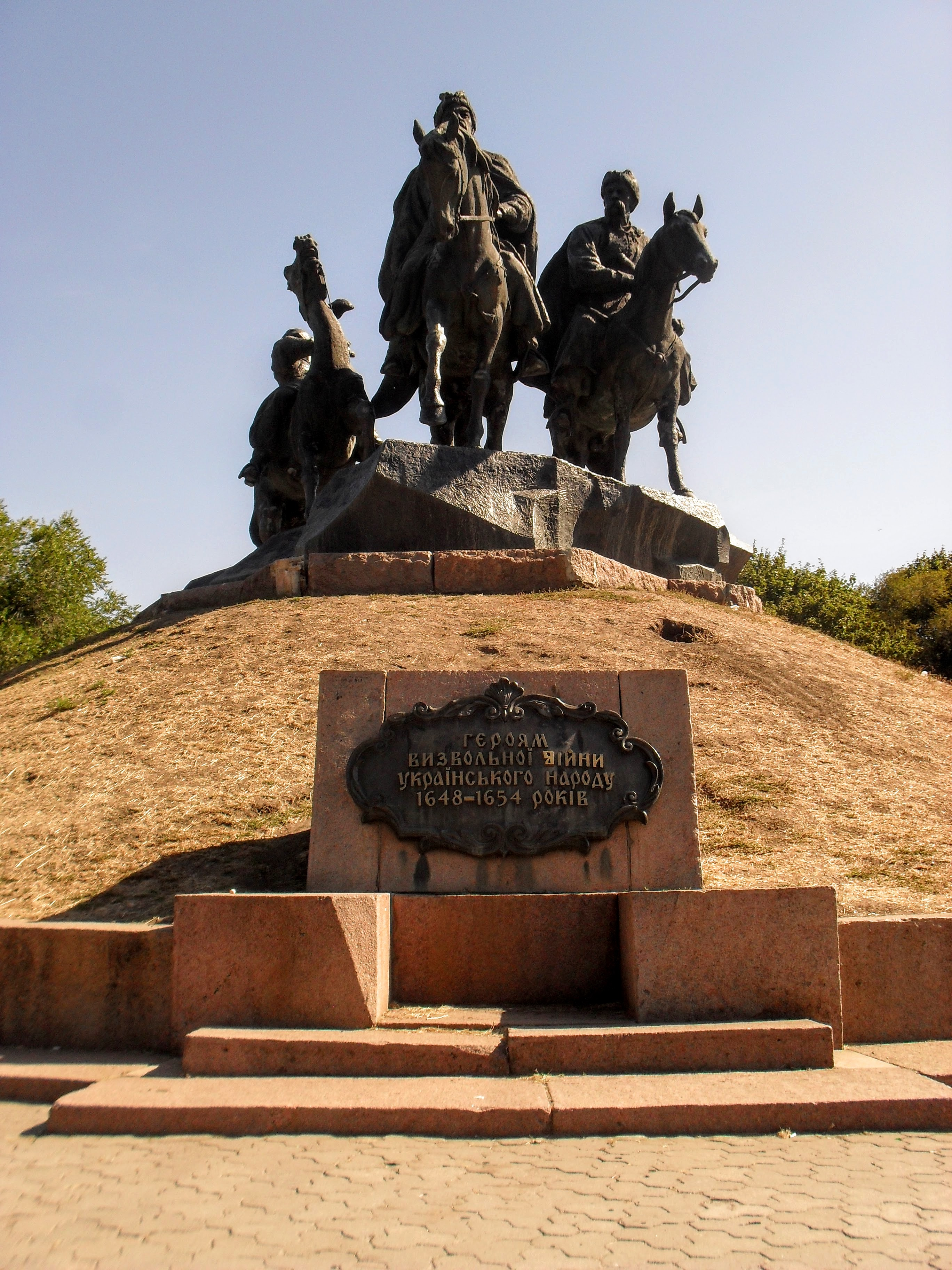
«Героям Визвольної війни Українського народу»: Хмельницький, Кривоніс та Богун (Парк Слави, Жовті Води)

#### Січ
Січ — укріплення, військова територія, з якої здійснювалися козацькі походи.
- 1. В Седніві, на лівій стороні Дніпра
- 2. В Каневі, на правій стороні Дніпра
- 3. В Переволочній
- 4. На Хортиці
- 5. На Томаківці
- 6. В Микитині
- 7. Стара Січ, на ріці Чортомлик (до 1654 р)
- 8. В Каменці, на правій стороні Дніпра
- 9. В Олешках
- 10. Нова Січ, на річці Підпольній.

## Гетьманщина
Україна або Країна козаків (VKRAINE ou PAYS DES COSAQUES) 1690, Вінченцо Марія Коронеллі
Гетьманщина за правління Богдана Хмельницького охоплювала землі площею понад 200 тисяч км². Західний кордон відповідав західній межі Брацлавського воєводства Речі Посполитої, північний і східний кордони — рубежам Київського і Чернігівського воєводств. Південні землі межували з Кримським ханатом, а після Вічного миру з кордонами Низового козацтва. У 1650-их роках козацька держава деякий час контролювала частину Південної Білорусі.
Регіони:
- Наддніпрянщина
- Лівобережна Україна
- Правобережна Україна
- Сіверщина
- Запорожжя

Рельєф:
- Придніпровська височина, Придніпровська низовина

Річки:
- Ворскла, Горинь, Дніпро, Десна, Прип'ять

Клімат:
- Помірно-континентальний клімат

## Слобідські козаки
Під час козацько-польської війни, польська шляхта, не переставала нападати на землі Гетьманщини між р. Стиром, р. Случчю, р. Сожем та р. Прип'яттю. Козаки не хотіли терпіти цих безчинств та переселились в глиб Гетьманщини, і назвали свої поселення «слободами», які знаходились недалеко від Рибного Плеса (Острогозька), по ріках Дінцю, Ворсклі, Харків. Від нападів кочівників козаки укріпляли свої слободи та організували військо для самозахисту. Першими укріпленими слободами були: Харків, Суми, Охтирка, Острогозьк. За назвами цих укріплень були і названі три слобідських полки (Харківський, Сумський, Охтирський). Харківський полковник Донець збудував місто Ізюм і тоді Харківський полк поділився на Харківський та Ізюмський. Права слобідських полків були однаковими з Гетьманськими і знаходились під владою Гетьмана до часів гетьмана Самойловича. За сприяння Голіцина ці полки отримали кожний своє окреме управління.